# Moby thesaurus
Moby thesaurus est un logiciel de thésaurus documentaire.
Il fait partie du Moby project et a été placé dans le domaine public en 1996.
Il est intégré par exemple dans mobysaurus.